# Hystrix arayanensis
Hystrix arayanensis — вимерлий вид їжатців (Hystrix). Знайдено лише в Молаяні, верхній міоцен Афганістану.